# حسینیه اسدی
حسینیه اسدی مربوط به دوره قاجار است و در بیرجند، خیابان مطهری، بین مطهری۱۱و۱۳، پلاک ۱۶۸ واقع شده و این اثر در تاریخ ۱۱ مرداد ۱۳۸۴ با شمارهٔ ثبت ۱۲۵۷۱ به‌عنوان یکی از آثار ملی ایران به ثبت رسیده است.